# Ali Hamlaoui
 (août 2022).
Ali Hamlaoui est un archéologue et universitaire algérien né le 28 novembre 1957 dans la localité de Tamerna Djedida (Sidi Amrane), wilaya d'El M'Ghair en Algérie et mort dans un accident de la route le 23 mars 2009.

## Biographie
Professeur d'archéologie islamique et directeur de l'institut d'archéologie de l'université d'Alger, il était spécialiste du site archéologique de Sédrata à laquelle il a consacré sa thèse de 3e cycle soutenue en 1985 à l'université de Paris IV. En 2007, il alerte la communauté archéologique méditerranéenne sur la nécessité de protéger le patrimoine archéologique des agressions environnementales nouvelles,.
Le Musée saharien de Ouargla renferme des pièces archéologiques trouvés lors de fouilles menées par Ali Hamlaoui sur les vestiges ensablés de Sédrata.

## Publications
- L'art de Sedrata, 10-12e siècle, étude descriptive analytique et comparative, Thèse 3e cycle, archéologie, Paris, Sorbonne IV, 1985.
- Les stucs de Sedrata, in L'Algérie en héritage : art et histoire, 2003, Paris, Institut du monde arabe, pp. 301-306.